# Новоандріївка (Сватівський район)
Новоандрі́ївка — село в Україні, у Білокуракинській селищній громаді Сватівського району Луганської області. Площа села 221,3 га.

## Історія
На початку XVIII століття, після азовських походів Петра I ці землі були віддані князю Борису Куракіну. Його син Олександр Куракін у 1730—1760 роках розводив на цих землях овець та велику рогату худобу, давав притулок кріпакам-утікачам з України та Росії, козакам з Чернігівської губернії заради заселення спустошених придушенням повстання Булавіна земель.
У 1905—1907 роках у Старобільському повіті прокотилася хвиля бунту селян. Після указу 9 листопада 1906 року, який дозволяв селянам виділення з общин на хутори чи відруби, люди стали заселяти землі біля ставків. Відрубники, що відійшли з общини, засновували невеликі хутори. Хутір Новоандріївка виник в 1910 році, заснував його землероб та пастух на ім'я Андрій. Заселяли село переважно переселенці з Київської та Полтавської губерній.
У 1931—1932 роках під час колективізації Новоандріївка ввійшла до складу радгоспу «Тополі». Деякі родини розселилися по сусідніх селах. Під час Голодомору людей виселяли у яри («вивозили на ярок») під селом Пластунівка. Забирали в людей все: зерно, худобу. Одні робили собі землянки, ходили в поле, рвали гриби і їли. Більшість з них загинула. Інші переселились в пошуках кращої долі до міста, там і залишились. У 1933 році радгосп «Тополі» був реорганізований, землі радгоспу увійшли до складу радгоспу «Червоноармієць» як відділок № 5. Першим директором радгоспу був Аладін Семен Семенович. Землі на території села Новоандріївка входили до складу Лозно-Олександрівської МТС.
У роки німецько-радянської війни село було окуповане німецько-італійськими військами з червня 1942 по січень 1943 року. Під час Острогозько-Россошанської наступальної операції частини Південно-Західного фронту Червоної армії вийшли на лінію Шахове — Нагольна — Дем'янівка — Грицаївка — Гайдуківка. 23 січня 1943 року бійці 350 стрілецької дивізії зайняли село.
4 травня 1970 року радгосп «Червоноармієць» був реорганізований у радгосп «Ювілейний», до складу якого ввійшло село Новоандріївка як відділок № 5. У селі розміщували ланки з вирощування сільгоспкультур, випасу овець. У селі побудували ферму з вирощування курей і качок. За селом була молочна ферма.

## Населення
Населення становить 58 осіб, 24 двори.

## Вулиці
У селі існує одна вулиця — Садова.

## Економіка
У 2003 році на розпайованих землях колишнього радгоспу «Ювілейний» під головуванням Чехонадського В. І. організовується СФГ «Новоандріївське».

## Транспорт
Село розташоване за 27 км автошляхом від районного центру та за 27 км від залізничної станції Білокуракине, що на лінії Валуйки — Кіндрашівська-Нова.

## Культура
День села відзначають 25 серпня.